# Sozialistischer Deutscher Studentenbund
De Sozialistische Deutsche Studentenbund (SDS) was een politieke studentenvereniging in de Bondsrepubliek Duitsland en West-Berlijn, die van 1946 tot 1970 heeft bestaan. De SDS werd in 1946 opgericht in Hamburg als een onafhankelijke vereniging, die in de praktijk aanleunde bij de SPD, de West-Duitse sociaaldemocraten. In de beginjaren van de SDS, onder het voorzitterschap van Helmut Schmidt, werden communisten uitgesloten uit de vereniging en Stasileden en agenten van de DDR ontmaskerd, waardoor de band met de partij vrij nauw was. In die naoorlogse jaren konden soldaten en officieren hun onderbroken studie verderzetten, waardoor sommige SDS-afdelingen meer weg hadden van militaire clubs, zeker in de ogen van SPD-afdelingen met veel arbeiders onder hun leden.
Dat veranderde geleidelijk toen de SPD in de jaren vijftig instemde met de herbewapening van het land, atoomwapens op het grondgebied en in het leger toestond en vooral toen de partij in 1959 haar reformistische Godesberger Programm goedkeurde. Conflicten en spanningen volgden elkaar op, er kwam in 1960 een afscheuring die de SPD trouw was, de Sozialdemokratische Hochschulbund (SHB), die –jaren later – ook op zijn beurt radicaliseerde. In november 1961, na steeds meer spanningen en intriges over (atoom)bewapening en de richting van de sociaaldemocratie, sloot de SPD-leiding de SDS-leden en sympathisanten uit.
Na de breuk met de SPD werd de SDS eigenlijk aantrekkelijker voor maatschappijkritische studenten. In 1961 reeds wierp de SDS-leiding zich op als onderdeel van Nieuw Links, een internationale stroming van jonge gepolitiseerde studenten die zich verwant voelde met New Left in Engeland, Nouvelle Gauche in Frankrijk en elders in de wereld. De SDS zette zich af tegen het socialisme van het Oostblok, maar ook tegen het anticommunisme in het Westen en tegen de gebureaucratiseerde sociaaldemocratie, die zich aan de bestaande machtsverhoudingen had geconformeerd.
Deze opvattingen bouwden verder op inzichten die reeds in de jaren vijftig bestonden bij de linkervleugel van de SPD en de SDS uit die periode. De financiële ondersteuning vanuit de SPD en subsidietoelagen vielen na 1961 bijna helemaal weg, wat de centrale werking bemoeilijkte en waardoor het belang van de plaatselijke werkingen toenam. In het werkingsjaar 1964/1965 waren er zo'n 21 lokale groepen, waarvan die in West-Berlijn, Frankfurt en Hamburg de grootsten waren. Er ontstond theoretische discussie langs het tweemaandelijks verschijnende tijdschrift "neue kritik", dat vanaf 1960 tien jaar lang verscheen en 750 abonnees had, en middels jaarlijkse conferenties met afgevaardigden.
De eerste helft van de jaren zestig waren gewijd aan theorie en tactische debatten, kritiek op bestaande traditionele arbeidersorganisaties, het zoeken naar nieuwe actievormen en de rol van intellectuelen en studenten. Meningen verschilden over wegen naar een meer democratisch ingerichte maatschappij. Discussies over de voortschrijdende vervreemding in het hedendaagse kapitalisme, zoals die tussen de arbeider en het product van zijn werk, door autoritaire machtsstructuren die, zeker in het naoorlogse Duitsland, nog aan het nationaalsocialisme herinnerden. Er kwam aandacht voor de Burgerrechtenbeweging in de Verenigde Staten wiens succesrijke acties resulteerden in nieuwe wetgeving tegen discriminatie en rassenscheiding. Deze debatten bleven vooralsnog erg hangen op een theoretisch niveau, maar bleken van belang te zijn voor de praktijk van de jaren die volgden.
Er waren verschillende tendensen in het SDS, die door de jaren evolueerden, zich in diverse richtingen ontwikkelden, wat uiteindelijk tot de ondergang van de beweging leidde. Er was de situationistische richting die gevormd werd door kunstenaars en filosofen, die vanaf 1965 een duidelijke positie binnen de SDS innamen. Hun vertegenwoordiger werd Rudi Dutschke, die in de afdeling West-Berlijn een toonaangevende politieke rol heeft vervuld, die ook landelijk aan invloed won. Onder hun invloed werd de SDS een linkse, niet-dogmatische organisatie met anarchistische trekken.
Dutschke en de zijnen introduceerden de antiautoritaire denk- en levensrichting in de SDS, lanceerden het begrip commune als dynamische woongemeenschap, pogingen tot opheffing van seksediscriminatie, voerden vooraf uitgekiende subversieve, provocerende acties (sit-ins en happenings, voor de politie fantasierijke verkleedpartijen, zingen van nieuwe teksten op bekende melodieën ...) en legden het verband tussen de kapitalistische wereldorde en bevrijdingsbewegingen in de Derde Wereld. De nadrukkelijke aanwezigheid van Amerikaanse militairen, vooral in Berlijn, gaf aanleiding tot spraakmakende acties tegen de oorlog in Vietnam, wat felle verontwaardiging opwekte bij de meeste gevestigde Duitse politici. In de rechtse boulevardpers werd herhaaldelijk opgeroepen Dutschke tegen te werken. Vooral door deze stemmingmakerij werd in april 1968 een moordaanslag op Dutschke gepleegd, met ernstig hersenletsel voor gevolg, hetgeen twaalf jaar later zijn vroege dood veroorzaakte.
In München was "Aktion der Rätesozialisten" een groep die aansluiting zocht met het Duitse revolutionair-socialistische verleden, zich uitsprak voor het Radencommunisme en in vlugschriften op 1 meivieringen nadrukkelijk waarschuwde tegen bureaucraten en apparatsjiks in socialistische, communistische en vakbondskringen. Dan was er een orthodox-linkse vleugel, een minderheid die voor nauwe samenwerking met Oost-Berlijn opteerde, maar die voorlopig niet tegen de ondogmatische, antiautoritaire meerderheid op kon.
Na het einde van de Algerijnse Burgeroorlog in 1962 besteedde de SDS meer aandacht aan antikoloniale oorlogen. In december 1964 werd een bezoek van de Congolese Eerste Minister Moïse Tsjombe aan West-Berlijn zodanig in de war gestuurd door Duitse en Afrikaanse studenten dat zij veel publiciteit opleverde: Tsjombe werd bedolven onder eieren en tomaten. Een belangrijk thema werd "Vietnam" en met name de steun van de Bondsrepubliek aan deze oorlog. De Berlijnse SDS organiseerde in het voorjaar van 1966 een affiche wildplakactie. Berlijnse SDS-voorman Rudi Dutschke wilde met deze illegale actie de steun aan de Vietcong vergroten, maar het SDS-bondsbestuur oordeelde dat dergelijke acties tegen de interne democratische besluitvorming ingingen en een risico inhielden op een verbod van de SDS. Plannen om de situationisten uit de SDS te zetten gingen niet door omdat de steun voor deze groep toenam. Bij de grote demonstratie tegen de oorlog in Vietnam in december 1966 nam de Berlijnse SDS de tactiek over van de Nederlandse Provobeweging. Nadat in juni 1967 een Berlijnse politieman student Benno Ohnesorg doodschoot tijdens protest tegen het bezoek van de Sjah van Iran, barstte in heel het land verontwaardiging los. De politieman werd daarna vrijgesproken, jaren later werd het bewijs geleverd dat het lossen van het voor Ohnesorg fatale schot geen wettige zelfverdediging van de politieman kon zijn geweest.
In 1966 nam de SDS op strategisch en tactisch gebied de leiding van de APO, de Buitenparlementaire Oppositie (Außerparlamentarische Opposition), toen er na de Tweede Wereldoorlog voor het eerst een Grote Coalitie (Große Koalition) kwam van de SPD met de christendemocratische CDU/CSU onder leiding van Bondskanselier Kiesinger. Er bleef slechts een zwakke oppositie over in de Bondsdag, de liberale FDP, toen de grote coalitie eind mei 1968 de grondwet wijzigde om in crisissituaties (natuurramp, opstand, oorlog) de overheid meer vrijheid van handelen toe te staan en de burgerrechten te beperken. Begin mei organiseerde de APO een Mars op Bonn waar enkele tienduizenden mensen op vreedzame wijze aan deelnamen. Eerder was er in heel het land ongerustheid gegroeid over de aard van deze grondwetswijziging. Vakbonden, diverse verenigingen en vooraanstaande persoonlijkheden, maar vooral de brede groep scholieren en studenten in de Bondsrepubliek sloten zich aan bij het verzet. Dit werd het hoogtepunt in de geschiedenis van de SDS, er waren in 1968 2500 leden, maar vanaf toen verhevigde zich ook de richtingenstrijd die de interne tegenstellingen vergrootte.
Na de aanslag op Rudi Dutschke in 1968 koos een groep SDS-ers om gewapend verzet te plegen. Andreas Baader, Gudrun Ensslin, Horst Mahler en later Ulrike Meinhof vormden de oudste kern van de Rote Armee Fraktion (RAF), onder die naam actief vanaf 1968 tot 1998, die eerst enkel gewelddadige acties pleegde op 'zaken' zoals brandstichting in warenhuizen in Frankfurt, bomaanslagen, bankovervallen en inbraken in overheidsgebouwen, maar later overging naar gewapende ontvoeringen en executies op politici, werkgevers, ambtenaren, rechters en militairen. Er vielen, naast talrijke gewonden, 33 dodelijke slachtoffers, 24 RAF-leden en sympathisanten verloren ook het leven. Opmerkelijk is de levensloop van Horst Mahler, die als bejaarde man weer een serie gevangenisstraffen uitzit. Hij is via het marxisme-leninisme naar extreemrechts geëvolueerd, nadat hij in 1980 zijn straf als lid van de RAF had uitgezeten. Hij werd lid van de NPD en heeft onder meer openlijk de Holocaust ontkend, wat strafbaar is in de Bondsrepubliek.
De traditionalistische marxisten waren vooral vertegenwoordigd in de afdelingen Keulen, Marburg en München, terwijl in de universiteiten van West-Berlijn en Frankfurt de antiautoritaire fractie binnen de SDS zich concentreerde. Eind 1969 vormden enkele groepen van de orthodoxe vleugel de Assoziation Marxistischer Studenten, die later opging in de Marxistischer Studentenbund Spartakus, een organisatie van de DKP, de kleine West-Duitse communistische partij. Leden van de antiautoritaire groepen sloten zich daarna aan bij een van de talrijke maoïstische en trotskistische splinterpartijen of engageerden zich in de nieuwe sociale bewegingen. Verschillende werden daarna stichter en vooraanstaand lid van de Groenen, zoals Joschka Fischer en Otto Schily, anderen werden Autonomen, of sloten nog later aan bij Die Linke.
Op 21 maart 1970 werd het SDS-bondsorganisatie in het Frankfurter Studentenhaus met acclamatie opgeheven. Er bleven nog lokale groepen actief tot aan de studentenraadsverkiezingen in 1971. In 2007 werd studentenvereniging Die Linke.SDS opgericht als organisatie die aanleunt bij Die Linke, maar die geen organisatorische band heeft met de oorspronkelijke SDS.